# Mercer County, New Jersey
Mercer County är ett administrativt område (county) i delstaten New Jersey i USA. Mercer är ett av 21 countyn i New Jersey och ligger i den västcentrala delen. År 2010 hade Mercer County 366 513 invånare. Den administrativa huvudorten (county seat) är Trenton, som också är delstatens huvudstad. Andra samhällen i countyt är bland annat Princeton och Pennington.

## Geografi
Enligt United States Census Bureau har countyt en total area på 593 km². 585 km² av den arean är land och 8 km² är vatten.

### Angränsande countyn
- Somerset County - nord
- Middlesex County - nordöst
- Monmouth County - öst
- Burlington County - syd
- Bucks County, Pennsylvania - väst
- Hunterdon County - nordväst